# Heteroacanthella acanthophysa
Heteroacanthella acanthophysa är en svampart som först beskrevs av Harold H. Burdsall, och fick sitt nu gällande namn av Franz Oberwinkler 1990. Heteroacanthella acanthophysa ingår i släktet Heteroacanthella, ordningen Auriculariales, klassen Agaricomycetes, divisionen basidiesvampar och riket svampar.   Inga underarter finns listade i Catalogue of Life.